# Viva Bim Bum Bam/Per me, per te, per noi, Ciao Ciao
Viva Bim Bum Bam/Per me, per te, per noi, Ciao Ciao è un singolo pubblicato su 45 giri, inciso dalla Five Record nel 1989.
La canzone Viva Bim Bum Bam è cantata da Paolo Bonolis, Carlotta Brambilla Pisoni, Debora Magnaghi, Carlo Sacchetti e i pupazzi Uan (Giancarlo Muratori) e Ambrogio (Daniele Demma). Invece la canzone Per me, per te, per noi, Ciao Ciao è cantata da Paola Tovaglia e il pupazzo Four (Pietro Ubaldi). Le canzoni sono state scritte da Alessandra Valeri Manera, su musica e arrangiamento di Vincenzo Draghi. Entrambe vedono la partecipazione dei Piccoli Cantori di Milano diretti da Niny Comolli e Laura Marcora. Vengono pubblicate nell'album Fivelandia 7, del 1989.